# Resultados do Carnaval de Porto Alegre em 2022
Os resultados do Carnaval de Porto Alegre em 2022, foram divulgados no dia 10 de maio no Complexo Cultural do Porto Seco. A campeã foi a Imperadores do Samba apresentando o enredo: Um Espetáculo Entre os Palcos da Cidade.

## Série Ouro
| Colocação | Escola                     | Enredo                                                                                                 | Pontos | Nota                            | Ref.        |
| --------- | -------------------------- | --- | ------ | ------------------------------- | ----------- |
| 1.º       | Imperadores do Samba       | Imperadores do Samba Orgulhosamente Apresenta: Um Espetáculo Entre os Palcos da Cidade                 | 159,9  |                                 | [ 1 ] [ 2 ] |
| 2.º       | Bambas da Orgia            | No Sagrado e no Profano, Sob as Benções de Maria e Yemanjá                                             | 159,6  |                                 | [ 1 ] [ 2 ] |
| 3.º       | Imperatriz Dona Leopoldina | Me Respeita                                                                                            | 158,4  |                                 | [ 1 ] [ 2 ] |
| 4.º       | Estado Maior da Restinga   | A Restinga de Alma e Coração Canta a Redenção na Porto Alegre da Minha Paixão                          | 158,3  |                                 | [ 1 ] [ 2 ] |
| 5.º       | Fidalgos e Aristocratas    | Fidalgos no Mundo da Lua                                                                               | 157,9  |                                 | [ 1 ] [ 2 ] |
| 6.º       | Império do Sol             | A Carne Mais Barata no Brasil Será Sempre a Carne Negra?                                               | 157,8  |                                 | [ 1 ] [ 2 ] |
| 7.º       | Acadêmicos de Gravataí     | Kambô: Vem Da Floresta, o Ritual De Cura da Humanidade!                                                | 157,7  | Desempate Quesito Samba Enredo  | [ 1 ] [ 2 ] |
| 8.º       | União da Vila do Iapi      | | 157,7  | Desempate Quesito Samba Enredo  | [ 1 ] [ 2 ] |
| 9.º       | Império da Zona Norte      | Memórias da Zona Norte Ressoam Tambores Imperianos - É o Presente Dourado Pra Ti Mui Leal Porto Alegre | 157,6  | Rebaixada para Série Prata 2023 | [ 1 ] [ 2 ] |

## Série Prata
| Colocação | Escola                    | Pontos | Nota                            | Ref.        |
| --------- | ------------------------- | ------ | ------------------------------- | ----------- |
| 1.º       | Realeza                   | 158,9  | Promovidas para série ouro 2023 | [ 1 ] [ 2 ] |
| 2.º       | Unidos de Vila Isabel     | 158,8  | Promovidas para série ouro 2023 | [ 1 ] [ 2 ] |
| 3.º       | União da Tinga            | 157,9  | Desempate Quesito Bateria       | [ 1 ] [ 2 ] |
| 4.º       | Academia de Samba Praiana | 157,9  | Desempate Quesito Bateria       | [ 1 ] [ 2 ] |
| 5.º       | Copacabana                | 157,8  |                                 | [ 1 ] [ 2 ] |
| 6.º       | Unidos da Vila Mapa       | 156,9  |                                 | [ 1 ] [ 2 ] |
| 7.º       | Academia Samba Puro       | 156,7  |                                 |             |

## Série Bronze
| Colocação | Escola                                     | Pontos | Nota                             | Ref.        |
| --------- | ------------------------------------------ | ------ | -------------------------------- | ----------- |
| 1.º       | Filhos de Maria                            | 159,1  | Promovidas para série prata 2023 | [ 1 ] [ 2 ] |
| 2.º       | Protegidos da Princesa Isabel              | 158,1  | Promovidas para série prata 2023 | [ 1 ] [ 2 ] |
| 3.º       | Mocidade Independente da Lomba do Pinheiro | 156,9  | Promovidas para série prata 2023 | [ 1 ] [ 2 ] |
| 4.°       | Acadêmicos da Orgia                        | 156,6  | Promovidas para série prata 2023 | [ 1 ] [ 2 ] |
| 5.º       | Unidos do Guajuviras                       | 156,3  |                                  | [ 1 ] [ 2 ] |
| 6.º       | Academia de Samba Cohab-Santa Rita         | 137,1  |                                  | [ 1 ] [ 2 ] |